# Tractat de Pereiàslav
El Tractat de Pereiàslav o la Rada de Pereiàslav (ucraïnès: Переяславська рада,rus: Переяславская рада) es va realitzar en 1654 a la ciutat ucraïnesa de Pereiàslav, i en ell hi van intervenir, d'una banda, els cosacs de la comunitat de Zaporòjia i el Tsar Aleix I de Moscòvia, de l'altra, després de la Rebel·lió de Khmelnitski. Es considera un dels tractats més importants en la història de les relacions russoucraïneses.
El tractat proporcionava protecció a l'Hetmanat cosac per part del Tsar. Entre els que van participar en la preparació del tractat podem citar: l'ataman cosac Bohdan Khmelnitski, un gran nombre de cosacs, i un gran contigent de visitants de Rússia i els seus traductors. Les còpies originals del tractat es van destruir, i l'exacta naturalesa de les relacions estipulades pel tractat entre Ucraïna i Rússia és un tema de controvèrsia entre els investigadors. el tractat va comportar l'estabiliment d'un Hetmanat cosac a la riba oriental el riu Dnièper, sota la protecció de l'Imperi Rus.
El segon Tractat de Pereiàslav, conclòs el 27 d'octubre de 1659 entre el fill de Bohdan Khmelnitski, Iuri Khmelnitski i el Tsar rus, limitava dràsticament l'autonomia cosaca. Aquest segon tractat va ser la conseqüència del Tractat de Hadiatx de 16 de setembre de 1658 entre els Cosacs i la Confederació de Polònia i Lituània, en el que es garantien alguns privilegis als cosacs, la qual cosa va amenaçar la influència de Moscòvia sobre els cosacs.